# 耶律烏不呂
耶律烏不呂（やりつ うふろ、生没年不詳）は、遼（契丹）の軍人。字は留隠。

## 経歴
仲父隋国王耶律釈魯の玄孫で、于越耶律洼の庶孫にあたる。膂力にすぐれ、詩や文章を得意とした。統和年間、北宋を攻撃するにあたって、しばしば軍事を任された。
爻直と仲が悪く、「おまえの奴隷の才能はどこで知ったのか」と言って侮辱した。爻直は北院枢密使の韓徳譲に訴えた。徳譲が「おまえは自分の奴隷をどうやって得たのか」と烏不呂に問うと、烏不呂は「3人の父が籍を異にしているとき、また得やすいものです」と答えた。徳譲は笑って烏不呂を許した。
後に蕭恒徳の下で蒲盧毛朶部を討ち、功績により東路統軍都監となった。韓徳譲が大丞相となると、韓徳譲は統軍使を任せるべき人物として烏不呂を睿智太后に推薦した。太后は推薦に従って烏不呂を統軍使に任じ、金紫崇禄大夫・検校太尉の位を加えた。
弟の耶律国留が罪に問われると、烏不呂とその母も取り調べを受けた。烏不呂は罪禍が母に及ぶことを恐れて、ひそかに人を派遣して国留を呼び寄せた。国留がやってくると、官憲に突きだして連座をまぬかれた。国留が処刑された後、郷里に帰って隠退し、病没した。

## 兄弟

### 兄
- 耶律学古

### 弟
- 耶律国留
- 耶律資忠
- 耶律昭

## 伝記資料
- 『遼史』巻83 列伝第13